# Братья Гримм
Братья Гримм (нем. Brüder Grimm или Die Gebrüder Grimm; Якоб Гримм, 4 января 1785 — 20 сентября 1863 и Вильгельм Гримм, 24 февраля 1786 — 16 декабря 1859) — немецкие языковеды и исследователи немецкой народной культуры.
Собирали фольклор и опубликовали несколько сборников под названием «Сказки братьев Гримм», которые стали весьма популярными. В 1816—1818 годах также выпустили в Берлине двухтомный сборник «Немецкие легенды» (нем. Deutsche Sagen), использовав для его составления опубликованные к тому времени средневековые германские хроники. Совместно с Карлом Лахманном и Георгом Фридрихом Бенеке считаются отцами-основателями германской филологии и германистики. В конце жизни они занялись созданием первого словаря немецкого языка: Вильгельм умер в декабре 1859 года, завершив работу над буквой D; Якоб пережил своего брата почти на четыре года, успев завершить буквы A, B, C и E. Он умер за рабочим столом, работая над словом нем. Frucht (фрукт).
Братья Вильгельм и Якоб Гримм родились в городе Ханау. Долгое время жили в городе Касселе.
Могила братьев расположена на старом кладбище Святого Матвея в Шёнеберге.

## Генеалогическое древосемьи Гримм
|                                                                                              |                                                                                              |                                                                                              |                                                                                              |                                                                                              |                                                                                              |  |  | Фридрих Гримм Ст. (16 октября 1672, Ханау — 4 апреля 1748, Ханау)         |                                                                           |                                                                           |                                                                           |                                                                           |                                                                           |  |  |                                                                    |                                                                    |                                                                    |                                                                    |                                                                    |                                                                    |  |  | | | | | | |  |  |  |  |  |  |  |  |  |  |
|                                                                                              |                                                                                              |                                                                                              |                                                                                              |                                                                                              |                                                                                              |  |  |                                                                           |                                                                           |                                                                           |                                                                           |                                                                           |                                                                           |  |  |                                                                    |                                                                    |                                                                    |                                                                    |                                                                    |                                                                    |  |  | | | | | | |  |  |  |  |  |  |  |  |  |  |
|                                                                                              |                                                                                              |                                                                                              |                                                                                              |                                                                                              |                                                                                              |  |  | Фридрих Гримм Мл. (11 марта 1707, Ханау — 20 марта 1777, Штайнау)         |                                                                           |                                                                           |                                                                           |                                                                           |                                                                           |  |  |                                                                    |                                                                    |                                                                    |                                                                    |                                                                    |                                                                    |  |  | | | | | | |  |  |  |  |  |  |  |  |  |  |
|                                                                                              |                                                                                              |                                                                                              |                                                                                              |                                                                                              |                                                                                              |  |  |                                                                           |                                                                           |                                                                           |                                                                           |                                                                           |                                                                           |  |  |                                                                    |                                                                    |                                                                    |                                                                    |                                                                    |                                                                    |  |  | | | | | | |  |  |  |  |  |  |  |  |  |  |
|                                                                                              |                                                                                              |                                                                                              |                                                                                              |                                                                                              |                                                                                              |  |  |                                                                           |                                                                           |                                                                           |                                                                           |                                                                           |                                                                           |  |  |                                                                    |                                                                    |                                                                    |                                                                    |                                                                    |                                                                    |  |  | | | | | | |  |  |  |  |  |  |  |  |  |  |
| Юлиана Шарлотта Гримм (по мужу — Шлеммер) (3 августа 1735, Ханау — 18 декабря 1796, Штайнау) | Юлиана Шарлотта Гримм (по мужу — Шлеммер) (3 августа 1735, Ханау — 18 декабря 1796, Штайнау) | Юлиана Шарлотта Гримм (по мужу — Шлеммер) (3 августа 1735, Ханау — 18 декабря 1796, Штайнау) | Юлиана Шарлотта Гримм (по мужу — Шлеммер) (3 августа 1735, Ханау — 18 декабря 1796, Штайнау) | Юлиана Шарлотта Гримм (по мужу — Шлеммер) (3 августа 1735, Ханау — 18 декабря 1796, Штайнау) | Юлиана Шарлотта Гримм (по мужу — Шлеммер) (3 августа 1735, Ханау — 18 декабря 1796, Штайнау) |  |  | Филипп Вильгельм Гримм (9 сентября 1751, Ханау — 10 января 1796, Штайнау) | Филипп Вильгельм Гримм (9 сентября 1751, Ханау — 10 января 1796, Штайнау) | Филипп Вильгельм Гримм (9 сентября 1751, Ханау — 10 января 1796, Штайнау) | Филипп Вильгельм Гримм (9 сентября 1751, Ханау — 10 января 1796, Штайнау) | Филипп Вильгельм Гримм (9 сентября 1751, Ханау — 10 января 1796, Штайнау) | Филипп Вильгельм Гримм (9 сентября 1751, Ханау — 10 января 1796, Штайнау) |  |  |                                                                    |                                                                    |                                                                    |                                                                    |                                                                    |                                                                    |  |  | | | | | | |  |  |  |  |  |  |  |  |  |  |
| Юлиана Шарлотта Гримм (по мужу — Шлеммер) (3 августа 1735, Ханау — 18 декабря 1796, Штайнау) | Юлиана Шарлотта Гримм (по мужу — Шлеммер) (3 августа 1735, Ханау — 18 декабря 1796, Штайнау) | Юлиана Шарлотта Гримм (по мужу — Шлеммер) (3 августа 1735, Ханау — 18 декабря 1796, Штайнау) | Юлиана Шарлотта Гримм (по мужу — Шлеммер) (3 августа 1735, Ханау — 18 декабря 1796, Штайнау) | Юлиана Шарлотта Гримм (по мужу — Шлеммер) (3 августа 1735, Ханау — 18 декабря 1796, Штайнау) | Юлиана Шарлотта Гримм (по мужу — Шлеммер) (3 августа 1735, Ханау — 18 декабря 1796, Штайнау) |  |  | Филипп Вильгельм Гримм (9 сентября 1751, Ханау — 10 января 1796, Штайнау) | Филипп Вильгельм Гримм (9 сентября 1751, Ханау — 10 января 1796, Штайнау) | Филипп Вильгельм Гримм (9 сентября 1751, Ханау — 10 января 1796, Штайнау) | Филипп Вильгельм Гримм (9 сентября 1751, Ханау — 10 января 1796, Штайнау) | Филипп Вильгельм Гримм (9 сентября 1751, Ханау — 10 января 1796, Штайнау) | Филипп Вильгельм Гримм (9 сентября 1751, Ханау — 10 января 1796, Штайнау) |  |  |                                                                    |                                                                    |                                                                    |                                                                    |                                                                    |                                                                    |  |  | | | | | | |  |  |  |  |  |  |  |  |  |  |
|                                                                                              |                                                                                              |                                                                                              |                                                                                              |                                                                                              |                                                                                              |  |  |                                                                           |                                                                           |                                                                           |                                                                           |                                                                           |                                                                           |  |  |                                                                    |                                                                    |                                                                    |                                                                    |                                                                    |                                                                    |  |  | | | | | | |  |  |  |  |  |  |  |  |  |  |
| Якоб Людвиг Карл Гримм (4 января 1785, Ханау — 20 сентября 1863, Берлин)                     | Якоб Людвиг Карл Гримм (4 января 1785, Ханау — 20 сентября 1863, Берлин)                     | Якоб Людвиг Карл Гримм (4 января 1785, Ханау — 20 сентября 1863, Берлин)                     | Якоб Людвиг Карл Гримм (4 января 1785, Ханау — 20 сентября 1863, Берлин)                     | Якоб Людвиг Карл Гримм (4 января 1785, Ханау — 20 сентября 1863, Берлин)                     | Якоб Людвиг Карл Гримм (4 января 1785, Ханау — 20 сентября 1863, Берлин)                     |  |  | Вильгельм Карл Гримм (24 февраля 1786, Ханау — 16 декабря 1859, Берлин)   | Вильгельм Карл Гримм (24 февраля 1786, Ханау — 16 декабря 1859, Берлин)   | Вильгельм Карл Гримм (24 февраля 1786, Ханау — 16 декабря 1859, Берлин)   | Вильгельм Карл Гримм (24 февраля 1786, Ханау — 16 декабря 1859, Берлин)   | Вильгельм Карл Гримм (24 февраля 1786, Ханау — 16 декабря 1859, Берлин)   | Вильгельм Карл Гримм (24 февраля 1786, Ханау — 16 декабря 1859, Берлин)   |  |  | Людвиг Эмиль Гримм (14 марта 1790, Ханау — 4 апреля 1863, Кассель) | Людвиг Эмиль Гримм (14 марта 1790, Ханау — 4 апреля 1863, Кассель) | Людвиг Эмиль Гримм (14 марта 1790, Ханау — 4 апреля 1863, Кассель) | Людвиг Эмиль Гримм (14 марта 1790, Ханау — 4 апреля 1863, Кассель) | Людвиг Эмиль Гримм (14 марта 1790, Ханау — 4 апреля 1863, Кассель) | Людвиг Эмиль Гримм (14 марта 1790, Ханау — 4 апреля 1863, Кассель) |  |  | Шарлотта Амалия Гримм (по мужу — Хассенпфлуг) (10 марта 1793, Штайнау-ан-дер-Штрасе — 15 июня 1833, Кассель) | Шарлотта Амалия Гримм (по мужу — Хассенпфлуг) (10 марта 1793, Штайнау-ан-дер-Штрасе — 15 июня 1833, Кассель) | Шарлотта Амалия Гримм (по мужу — Хассенпфлуг) (10 марта 1793, Штайнау-ан-дер-Штрасе — 15 июня 1833, Кассель) | Шарлотта Амалия Гримм (по мужу — Хассенпфлуг) (10 марта 1793, Штайнау-ан-дер-Штрасе — 15 июня 1833, Кассель) | Шарлотта Амалия Гримм (по мужу — Хассенпфлуг) (10 марта 1793, Штайнау-ан-дер-Штрасе — 15 июня 1833, Кассель) | Шарлотта Амалия Гримм (по мужу — Хассенпфлуг) (10 марта 1793, Штайнау-ан-дер-Штрасе — 15 июня 1833, Кассель) |  |  |  |  |  |  |  |  |  |  |
| Якоб Людвиг Карл Гримм (4 января 1785, Ханау — 20 сентября 1863, Берлин)                     | Якоб Людвиг Карл Гримм (4 января 1785, Ханау — 20 сентября 1863, Берлин)                     | Якоб Людвиг Карл Гримм (4 января 1785, Ханау — 20 сентября 1863, Берлин)                     | Якоб Людвиг Карл Гримм (4 января 1785, Ханау — 20 сентября 1863, Берлин)                     | Якоб Людвиг Карл Гримм (4 января 1785, Ханау — 20 сентября 1863, Берлин)                     | Якоб Людвиг Карл Гримм (4 января 1785, Ханау — 20 сентября 1863, Берлин)                     |  |  | Вильгельм Карл Гримм (24 февраля 1786, Ханау — 16 декабря 1859, Берлин)   | Вильгельм Карл Гримм (24 февраля 1786, Ханау — 16 декабря 1859, Берлин)   | Вильгельм Карл Гримм (24 февраля 1786, Ханау — 16 декабря 1859, Берлин)   | Вильгельм Карл Гримм (24 февраля 1786, Ханау — 16 декабря 1859, Берлин)   | Вильгельм Карл Гримм (24 февраля 1786, Ханау — 16 декабря 1859, Берлин)   | Вильгельм Карл Гримм (24 февраля 1786, Ханау — 16 декабря 1859, Берлин)   |  |  | Людвиг Эмиль Гримм (14 марта 1790, Ханау — 4 апреля 1863, Кассель) | Людвиг Эмиль Гримм (14 марта 1790, Ханау — 4 апреля 1863, Кассель) | Людвиг Эмиль Гримм (14 марта 1790, Ханау — 4 апреля 1863, Кассель) | Людвиг Эмиль Гримм (14 марта 1790, Ханау — 4 апреля 1863, Кассель) | Людвиг Эмиль Гримм (14 марта 1790, Ханау — 4 апреля 1863, Кассель) | Людвиг Эмиль Гримм (14 марта 1790, Ханау — 4 апреля 1863, Кассель) |  |  | Шарлотта Амалия Гримм (по мужу — Хассенпфлуг) (10 марта 1793, Штайнау-ан-дер-Штрасе — 15 июня 1833, Кассель) | Шарлотта Амалия Гримм (по мужу — Хассенпфлуг) (10 марта 1793, Штайнау-ан-дер-Штрасе — 15 июня 1833, Кассель) | Шарлотта Амалия Гримм (по мужу — Хассенпфлуг) (10 марта 1793, Штайнау-ан-дер-Штрасе — 15 июня 1833, Кассель) | Шарлотта Амалия Гримм (по мужу — Хассенпфлуг) (10 марта 1793, Штайнау-ан-дер-Штрасе — 15 июня 1833, Кассель) | Шарлотта Амалия Гримм (по мужу — Хассенпфлуг) (10 марта 1793, Штайнау-ан-дер-Штрасе — 15 июня 1833, Кассель) | Шарлотта Амалия Гримм (по мужу — Хассенпфлуг) (10 марта 1793, Штайнау-ан-дер-Штрасе — 15 июня 1833, Кассель) |  |  |  |  |  |  |  |  |  |  |
|                                                                                              |                                                                                              |                                                                                              |                                                                                              |                                                                                              |                                                                                              |  |  | Фридрих Герман Гримм (6 января 1828, Кассель — 16 июня 1901, Берлин)      |                                                                           |                                                                           |                                                                           |                                                                           |                                                                           |  |  |                                                                    |                                                                    |                                                                    |                                                                    |                                                                    |                                                                    |  |  | | | | | | |  |  |  |  |  |  |  |  |  |  |

Полный список братьев и сестёр Гримм:
- Фридрих Херманн Георг Гримм (12 декабря 1783 — 16 марта 1784)
- Якоб Людвиг Карл Гримм (4 января 1785 — 20 сентября 1863)
- Вильгельм Карл Гримм (24 февраля 1786 — 16 декабря 1859)
- Карл Фридрих Гримм (24 апреля 1787 — 25 мая 1852)
- Фердинанд Филипп Гримм (18 декабря 1788 — 6 января 1845)
- Людвиг Эмиль Гримм (14 марта 1790 — 4 апреля 1863)
- Фридрих Гримм (15 июня 1791 — 20 августа 1792)
- Шарлотта Амалия Гримм (10 мая 1793 — 15 июня 1833)
- Георг Эдуард Гримм (26 июля 1794 — 19 апреля 1795)

## Закон Раска — Гримма
Как языковеды, были одними из основоположников научной германистики. Якоб сформулировал и исследовал закон, впоследствии названный «законом Раска — Гримма» о первом германском передвижении согласных.

## Немецкий словарь
Братья составляли этимологический «Немецкий словарь» (фактически общегерманский). Начавшийся в 1852 году выпуск Немецкого словаря был завершён лишь в 1961 году, но и после этого регулярно перерабатывается.

## Сказки братьев Гримм
Некоторые сказки:
- Семь воронов
- Белоснежка (нем. Schneewittchen)
- Бременские музыканты (нем. Die Bremer Stadtmusikanten)
- Волк и семеро козлят (нем. Der Wolf und die sieben jungen Geißlein)
- Гензель и Гретель (нем. Hänsel und Gretel)
- Красная шапочка (нем. Rotkäppchen)
- Король-лягушонок (нем. Der Froschkönig oder der eiserne Heinrich)
- Сладкая каша (нем. Der süße Brei)
- Дружба кошки и мышки (нем. Katze und Maus in Gesellschaft)
- Рапунцель (нем. Rapunzel)
- Румпельштильцхен, он же Гном-Тихогром (нем. Rumpelstilzchen)
- Соломинка, уголёк и боб (нем. Strohhalm, Kohle und Bohne)
- О рыбаке и его жене (нем. Von dem Fischer und seiner Frau)
- Беляночка и Розочка (нем. Schneeweißchen und Rosenrot)
- Король Дроздобород (нем. König Drosselbart)
- Умная Эльза (нем. Die kluge Else)
- Госпожа Метелица (нем. Frau Holle)
- Чёрт с тремя золотыми волосами (нем. Der Teufel mit den drei goldenen Haaren)
- Двенадцать братьев (нем. Die zwölf Brüder)
- Звёздные талеры (нем. Die Sterntaler)
- Хрустальный шар (нем. Die Kristallkugel)
- Дева Малейн (нем. Jungfrau Maleen)
- Верные звери (нем. Die treuen Tiere)
- Железный Ганс (нем. Der starke Hans)
- Король с золотой горы (нем. Der König vom goldenen Berg)
- Белая змея (нем. Die weiße Schlange)
- Разбойник и его сыновья
- Три змеиных листочка (нем. Die drei Männlein im Walde)
- Вор и его учитель (нем. De Gaudeif un sien Meester)
- Храбрый портняжка (нем. Das tapfere Schneiderlein)
- Сказка о том, кто ходил страху учиться (нем. Märchen von einem, der auszog, das Fürchten zu lernen)
- Золушка (нем. Aschenputtel)
- Спящая красавица (нем. Dornröschen)

## Музеи братьев Гримм
- Музей братьев Гримм (Кассель) — первый музей братьев Гримм во дворце Бельвю города Кассель, действовавший с 1972 по 2014 год.
- GRIMMWELT KASSEL — современный музейный комплекс в городе Кассель, действующий с 2014 года.
- Музей братьев Гримм (Штайнау) — дом-музей братьев Гримм в городе Штайнау, открытый в 1998 году.

## Братья Гримм в литературе и кино
В 1987 г. в СССР вышел на экраны очередной выпуск детской телепередачи «Будильник», ведущая которой, журналистка по профессии, по сюжету этой серии получила от главного редактора задание взять интервью у братьев Гримм. Расстроенная такой абсурдной и невыполнимой задачей, она села в лифт, который оказался своеобразной «машиной времени», благодаря чему эта журналистка попала из 1987 г. в XIX век, где и смогла встретиться вживую с легендарными сказочниками. Эта серия тележурнала «Будильник» так и называется «Интервью с братьями Гримм». Вильгельм Гримм — Александр Галибин, Якоб Гримм — Владимир Сальников (II).
В 2005 году был снят фильм-сказка «Братья Гримм». Несмотря на название и некоторые параллели, к реальным личностям фильм имеет косвенное отношение.
Также в Америке была написана серия книг «Сёстры Гримм». Сюжет этой серии повествует о девочках, являющихся потомками братьев Гримм. По сюжету, братья Гримм — не сказочники, а, скорее, летописцы, записывавшие всё о действительно происходивших историях, а все персонажи сказок — невымышленные существа, которые, к тому же, живут вечно. Они называют себя вечножителями. Девочки вместе с бабушкой расследуют разные криминальные дела, связанные с вечножителями. Автор книг — Майкл Бакли, а серия состоит из девяти книг. На данный момент написаны только восемь. Книги стали бестселлером в Нью-Йорке. Сами братья Гримм в серии книг не появляются, так как действие разворачивается в наше время.
В 2011 году в США стартовал телесериал «Гримм», повествующий о потомке семьи Гримм, живущем в Америке. По сюжету братья были людьми с особым даром видеть истинное лицо существ, живущих в человеческом обличье, и в своих сказках описывали истории об этих существах. Злых существ они и их потомки истребляют.
В американском телесериале «Десятое королевство» герои узнают, что в темнице, куда их поместили, 200 лет назад были заключены братья Гримм, обучившие немецкому языку тюремных крыс. Вернувшись в наш мир, они описали свои приключения в «Сказках братьев Гримм».
Также на основе сказки братьев Гримм «Гензель и Гретель» снят фильм «Охотники на ведьм» (2013) с Джереми Реннером и Джеммой Артертон в главных ролях.

## Экранизации произведений братьев Гримм
- 1937 — «Белоснежка и семь гномов»
- 1937 — «Веселые музыканты»
- 1969 — «Бременские музыканты»
- 1959 — «Волшебное деревце»
- 1965 — «Король Дроздобород»
- 1969 — «Как выйти замуж за короля»
- 1978 — «Беляночка и Розочка»
- 1982 — «Три золотых волоса»
- 1986 (1990) — «Можжевеловое дерево»
- 1987 — «Сказки братьев Гримм (аниме)»
- 1998 — «История вечной любви»
- 2005 —" Сверхъестественное (Сериал) 3 сезон 5 серия"
- 2005 — «Братья Гримм (фильм) »
- 2009 — «Умная дочь крестьянина»
- 2010 — «Рапунцель: запутанная история»
- 2011—2018 — «Однажды в сказке» (сериал)
- 2011—2017 — «Гримм» (сериал)
- 2013 — «Охотники на ведьм» / Hansel and Gretel: Witch Hunters
- 2020 — «Гретель и Гензель» / Gretel & Hansel
- 2024 — «Бременские музыканты»
- 2024 — «Братья Гримм: Вариации (аниме)»
- 2024 - "Луна". По мотивам сказки братьев Гримм. Полнокупольный фильм/ МАУК "Нижегородский планетарий им. Г.М. Гречко"

По сказкам братьев Гримм снят мультипликационный сериал «Симсала Гримм» (Simsala Grimm). Мультипликационные фильмы сериала связаны между собой современным объединяющим сюжетом и постоянно повторяющимся ритуалом: хитрый и шаловливый арлекин Йо-Йо (или ЁЁ) и симпатичный увалень-учёный доктор Крок, совершают свой полёт на богато украшенной книге и таинственным образом всегда оказываются в центре событий одной из широко известных сказок братьев Гримм.
Годы выпуска сериала: 1999—2002, выпущено: Greenlight Media AG (Германия), снято 26 серий по 20—25 минут.
Производитель сериала «Симсала Гримм» — берлинская компания «Гринлайт Медиа» (Greenlight Media AG), являющаяся известным Европейским экспортером видеопродукции. В 1993 году основатель и президент компании, молодой журналист и писатель Сикоев Андрей Юрьевич (Andre Sikojev, 1961 г. р.) вместе с группой единомышленников из Берлина взялся за разработку собственной версии мультипликационной экранизации сказок братьев Гримм. Оригинальность замысла экранизации, бережное отношение к первоисточнику, а также высочайшее качество анимации привели к триумфальному мировому успеху нового сериала. Сериал «Симсала Гримм» постоянно демонстрируется в 130 странах мира, включая все европейские страны, а также страны юго-восточной Азии, южной Америки, США и Японию.

## В астрономии
В честь одной из героинь сказки «О рыбаке и его жене» назван астероид (919) Ильзебилль, открытый в 1919 году.

## Об авторах
- Герстнер Г. Братья Гримм. — Молодая гвардия, 1980. — 272 с. — (Жизнь замечательных людей). — 100 000 экз.

Сказки, включенные в собрание братьев Гримм, но опубликованные ранее Шарлем Перро:
- Красная Шапочка
- Мальчик-с-пальчик
- Спящая красавица
- Золушка